# Arcahaie Football Club
L'Arcahaie Football Club és un club haitià de futbol de la ciutat d'Arcahaie.

## Palmarès
- Campionat Nacional: [3]

2019 Obertura